# Astyanax gisleni
Astyanax gisleni es una especie de pez de la familia Characidae en el orden de los Characiformes.

## Hábitat
Vive en zonas de clima tropical.

## Distribución geográfica
Se encuentran en Sudamérica: cuenca del río Magdalena.